# Tapinoma wheeleri
Tapinoma wheeleri is een mierensoort uit de onderfamilie van de Dolichoderinae. De wetenschappelijke naam van de soort is voor het eerst geldig gepubliceerd in 1935 door Mann.